# جون جونز (لاعب كرة قدم بريطاني)
جون جونز (بالإنجليزية: John Jones)‏ (28 مارس 1895 - 1962) هو مدرب كرة قدم ولاعب كرة قدم بريطاني (وحمل سابقاً جنسية المملكة المتحدة لبريطانيا العظمى وأيرلندا) في مركز حراسة المرمى. لعب مع نادي ليفربول.